# De rebus bellicis

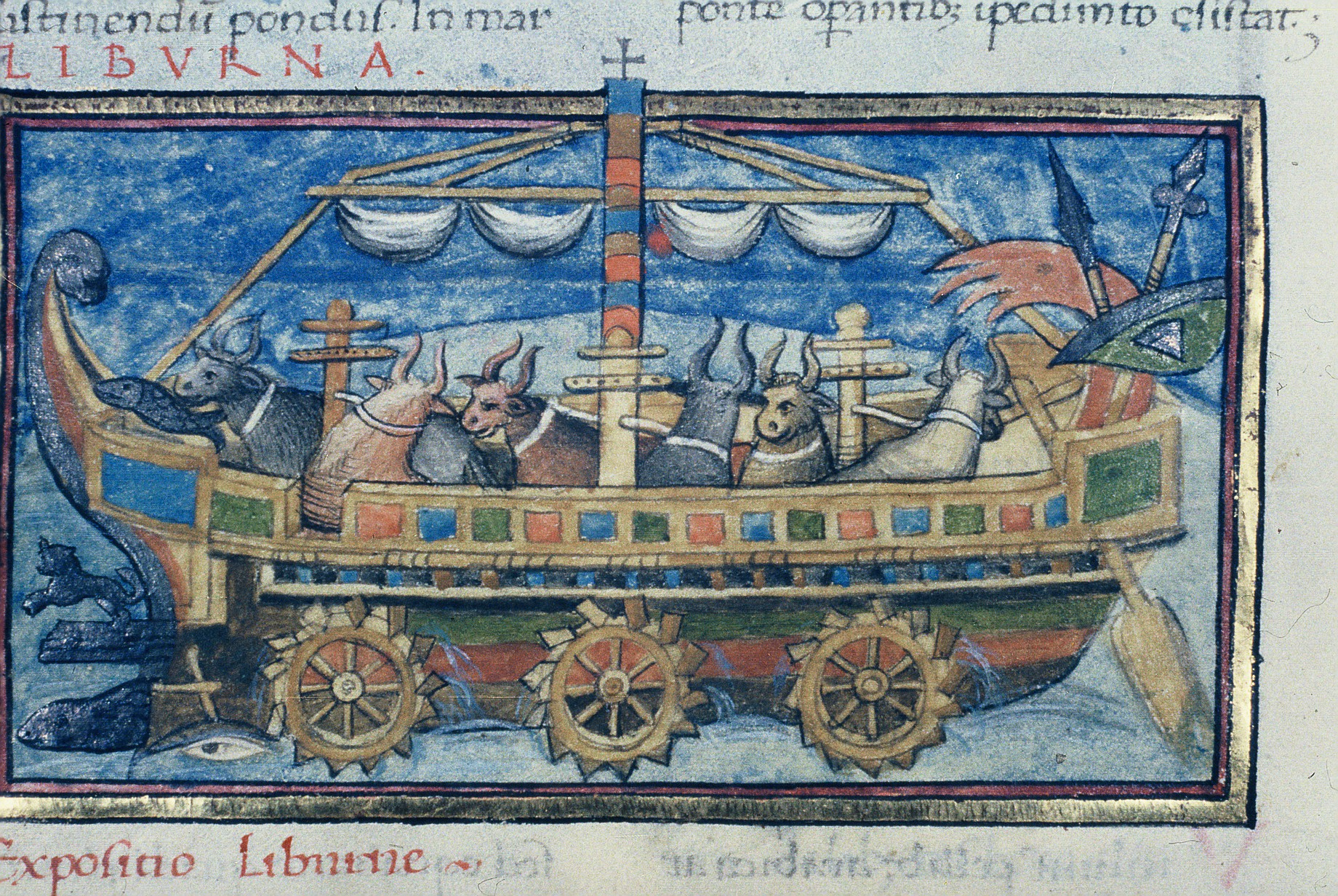
Vaixell de roda romana amb bous a partir d'una còpia de De Rebus Bellicis del segle XV

De rebus bellicis ("Sobre les coses de les guerres") és una obra anònima del segle IV o V que suggereix remeis per als problemes militars i financers de l'Imperi Romà, incloent una sèrie de fantàstiques màquines de guerra. Va ser escrit després de la mort de Constantí I el 337 (s'indica explícitament que Constantí era mort quan es va escriure l'obra) i abans de la caiguda de Imperi Romà d'Occident el 476. Alguns investigadors suggereixen que pot referir-se a la Batalla d'Adrianòpolis del 378 (es refereix a la greu amenaça que les tribus bàrbares representen a l'imperi), o fins i tot a la mort de l'emperador Teodosi I el 395, ja que utilitza forma plural de la paraula "princeps", el títol de l'emperador, que pot referir-se a la divisió de l'Imperi entre  Honori i Arcadi després de la mort de Teodosi.

## Transmissió

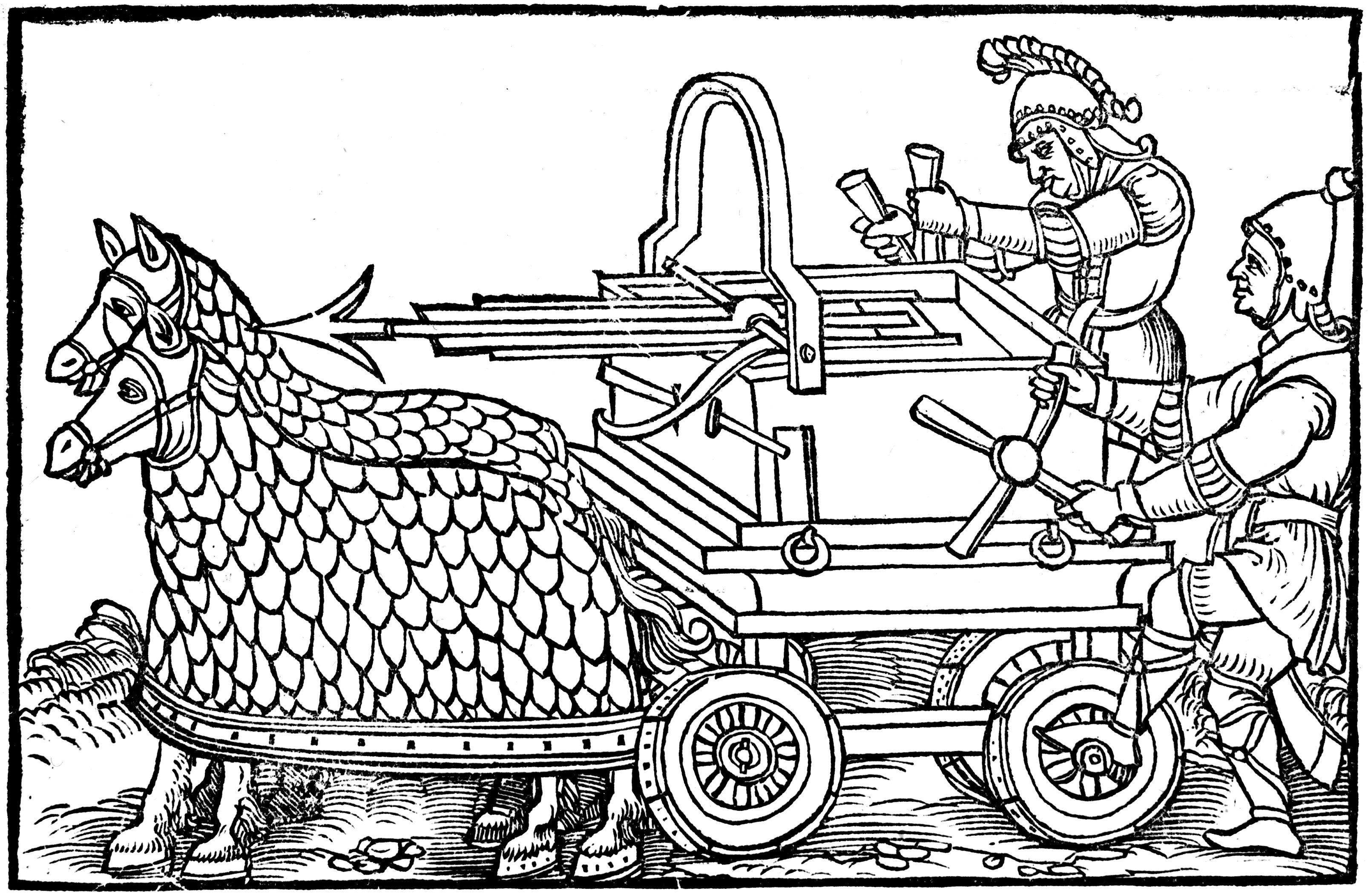
Ballista de quatre rodes dibuixat per cavalls cuirassats, a partir d’un gravat que il·lustra l’ edició princeps del 1552 de De Rebus Bellicis.

El tractat no s'esmenta a la literatura antiga. El tractat és esmentat de nou, potser per Roger Bacon a 1260, però sens dubte per  Andrea Alciato a 1530. El text es remunta a una obra del segle X el  Codex Spirensis  (perquè es guardava a la catedral de Speyer) que es va perdre al segle XVI. Aquest manuscrit va ser transcrit, els descendents proporcionen una visió general. Aquesta és una recopilació de l'era medieval de setze textos, les deu primeres són geogràfiques, les cinc restants es refereixen al tema administratiu i militar, "De rebus bellicis" està present en l'onzena posició. S'utilitzen quatre manuscrits per a  establiment de text. Les il·lustracions, malgrat les desviacions, són probablement les del testament de l'autor, sense interpolacions, que es van reproduir traçant al  Spirensis . Els dibuixos poden haver influït en Konrad Kyeser, Leonardo da Vinci i en la col·lecció de làmines  Military Art  de  The Encyclopedia . Tres dels textos dels segles XV-XVI probablement deriven d’un manuscrit guardat a la Biblioteca Nacional de França, amb la referència Ms lat. 9661.

## Edicions
- Anonymi Auctoris De Rebus Bellicis . recensvit Robert I.  Ireland  (Bibliotheca scriptorvm Graecorvm et Romanorvm Tevbneriana), Lipsiae, 1984.
- "Anónimo Sobre Asuntos Militares", Editat, trad. i com. per Álvaro Sánchez – Ostiz (EUNSA), Pamplona, ??2004.
- "Le cose della guerra", Introducció, text, traducció i comentari d'Andrea Giardina, Fondazione Lorenzo Valla, Arnoldo Mondadori 1989.